# Mereni (Anenii Noi)
Mereni è un comune della Moldavia situato nel distretto di Anenii Noi di 6.174 abitanti al censimento del 2004